# سمير أياس
سمير أحمد أياس (بالبلغارية: Самир Ахмед Аяс)‏؛ ( مواليد 24 ديسمبر 1990) هو لاعب كرة قدم محترف يلعب كلاعب خط وسط.
بدأ أياس مسيرته المهنية في عام 2008 في نادي مسقط رأسه سسكا صوفيا، قبل أن ينتقل إلى فريق أكاداميك صوفيا في عام 2010. ثم واصل اللعب لمختلف الفرق البلغارية، وهي مينيور بيرنيك، بانسكو، مونتانا، ليوبيميتس، وبيروي ستارا زاغورا، قبل أن يعود إلى سسكا صوفيا في عام 2015، ويفوز بكأس بلغاريا.
في العام التالي انضم إلى دوناف روس، قبل أن ينتقل إلى لبنان في عام 2017 إلى نادي العهد. وبعد فوزه بالعديد من الألقاب، بما في ذلك كأس الاتحاد الآسيوي 2019، عاد إلى دوناف روس في عام 2019، قبل أن ينتقل إلى بيرسيراجا في إندونيسيا في العام التالي. وعاد إلى بلغاريا في عام 2021، ووقع عقدًا مع نادي بوتيف فراتسا، ثم انضم إلى النادي الماليزي بيراك.
ولد أياس في بلغاريا، ومثلها دولياً على مستوى الشباب قبل أن ينتقل إلى لبنان، حيث شارك معه لأول مرة على المستوى الدولي في عام 2017. وساعد فريقه في الوصول إلى كأس آسيا 2019، ولعب في الأدوار النهائية.

## النشأة
ولد سمير أياس في صوفيا ببلغاريا لأب لبناني وأم بلغارية.   بدأ مسيرته الكروية في نادي سسكا صوفيا وهو في السادسة من عمره.  

## مهنة النادي

### دوناف روس
في 6 أكتوبر 2016، وقع أياس عقدًا لمدة عام ونصف مع دوناف روس. سجل هدفه الأول للفريق في 9 أبريل 2017، على بطل الدوري لودوغورتس رازغراد.

### العهد
في 4 أغسطس 2017، وقع أياس عقدًا لمدة عامين مع بطل الدوري اللبناني الممتاز العهد مقابل رسوم غير معلنة. ثم عاد إلى نادي دوناف روس في 11 يوليو 2019.

### بيرسيراجا
في 17 فبراير 2020، انتقل أياس إلى فريق بيرسيراجا الإندونيسي الصاعد حديثًا. بعد إلغاء موسم 2020 بسبب جائحة كوفيد -19. ألغي عقده.

### بوتيف فراتسا
في 3 أبريل 2021، عاد أياس إلى بلغاريا، لينضم إلى بوتيف فراتسا قبل نهاية دوري المحترفين 2020–21. وظهر لأول مرة في 8 أبريل، حيث دخل بديلاً وحصل على ركلة جزاء لفريقه؛ ضد بوتيف بلوفديف.

### بيراك
في 19 يونيو 2021، انتقل أياس إلى بيراك في الدوري الماليزي الممتاز. وترك النادي نهاية سبتمبر بعد انتهاء عقده.

## مهنة دولية

### بلغاريا
لعب أياس مع المنتخب البلغاري تحت 21 سنة بين عامي 2011 و2012، حيث خاض ثلاث مباريات دولية.

### لبنان
إستطاع تمثيل لبنان من خلال والده، وكان أول ظهور له في مباراة ضد هونج كونج في 28 مارس 2017، بديلًا في الدقيقة 69 في تصفيات كأس آسيا 2019.
في 10 أكتوبر 2017، سجل أياس هدفه الدولي الأول للبنان ضد كوريا الشمالية، في تصفيات كأس آسيا. وفي ديسمبر 2018، أستدعي لتشكيلة لبنان في كأس آسيا 2019، وشارك في مباراتين في دور المجموعات.

## أسلوب اللعب
أياس لاعب خط وسط فني يتمتع بقدرات هجومية جيدة.

## الإحصائيات المهنية

### النادي
| النادي                 | الموسم          | الدوري               | الدوري | الدوري  | الكأس الوطنية | الكأس الوطنية | قارّيّ   | قارّيّ    | المجموع | المجموع |
| النادي                 | الموسم          | القسم                | الظهور | الاهداف | الظهور        | الاهداف       | الظهور | الاهداف | الظهور  | الاهداف |
| ---------------------- | --------------- | -------------------- | ------ | ------- | ------------- | ------------- | ------ | ------- | ------- | ------- |
| أكاداميك صوفيا (إعارة) | 2009–10         | الدرجة الثانية       | 13     | 1       | —             | —             | —      | —       | 13      | 1       |
| أكاداميك صوفيا         | 2010–11         | الدوري الممتاز       | 13     | 0       | —             | —             | —      | —       | 13      | 0       |
| أكاداميك صوفيا         | المجموع         | المجموع              | 26     | 1       | 0             | 0             | 0      | 0       | 26      | 1       |
| مينيور بيرنيك          | 2010–11         | الدوري الممتاز       | 6      | 0       | —             | —             | —      | —       | 6       | 0       |
| بانسكو                 | 2011–12         | الدرجة الثانية       | 21     | 1       | —             | —             | —      | —       | 21      | 1       |
| مونتانا                | 2012–13         | الدوري الممتاز       | 3      | 0       | —             | —             | —      | —       | 3       | 0       |
| ليوبيميتس              | 2012–13         | الدرجة الثانية       | 11     | 2       | —             | —             | —      | —       | 11      | 2       |
| ليوبيميتس              | 2013–14         | الدوري الممتاز       | 12     | 2       | 1             | 0             | —      | —       | 13      | 2       |
| ليوبيميتس              | المجموع         | المجموع              | 23     | 4       | 1             | 0             | 0      | 0       | 24      | 4       |
| بيروي ستارا زاغورا     | 2013–14         | الدوري الممتاز       | 11     | 2       | —             | —             | —      | —       | 11      | 2       |
| بيروي ستارا زاغورا     | 2014–15         | الدوري الممتاز       | 13     | 2       | 3             | 0             | 0      | 0       | 16      | 2       |
| بيروي ستارا زاغورا     | المجموع         | المجموع              | 24     | 4       | 3             | 0             | 0      | 0       | 27      | 4       |
| سسكا صوفيا             | 2015–16         | الدرجة الثالثة       | 29     | 12      | 6             | 2             | —      | —       | 35      | 14      |
| سسكا صوفيا             | 2016–17         | الدوري الممتاز       | 4      | 0       | —             | —             | —      | —       | 4       | 0       |
| سسكا صوفيا             | المجموع         | المجموع              | 33     | 12      | 6             | 2             | 0      | 0       | 39      | 14      |
| دوناف روس              | 2016–17         | الدوري الممتاز       | 27     | 4       | 2             | 0             | —      | —       | 29      | 4       |
| دوناف روس              | 2017–18         | الدوري الممتاز       | 3      | 0       | —             | —             | 2      | 0       | 5       | 0       |
| دوناف روس              | المجموع         | المجموع              | 30     | 4       | 2             | 0             | 2      | 0       | 34      | 4       |
| العهد                  | 2017–18         | الدوري الممتاز       | 16     | 1       | —             | —             | 7      | 1       | 23      | 2       |
| العهد                  | 2018–19         | الدوري الممتاز       | 16     | 1       | —             | —             | 6      | 0       | 22      | 1       |
| العهد                  | المجموع         | المجموع              | 32     | 2       | 0             | 0             | 13     | 1       | 45      | 3       |
| دوناف روس              | 2019–20         | الدوري الممتاز       | 15     | 0       | 1             | 0             | —      | —       | 16      | 0       |
| بيرسيراجا              | 2020            | الدوري 1             | 3      | 0       | —             | —             | —      | —       | 3       | 0       |
| بوتيف فراتسا           | 2020–21         | الدوري الممتاز       | 8      | 0       | 0             | 0             | —      | —       | 8       | 0       |
| بيراك                  | 2021            | دوري السوبر الماليزي | 3      | 0       | —             | —             | —      | —       | 3       | 0       |
| المجموع الوظيفي        | المجموع الوظيفي | المجموع الوظيفي      | 198    | 16      | 13            | 2             | 16     | 1       | 227     | 19      |

1. ↑  يتضمن كأس بلغاريا، كأس لبنان، بيالا إندونيسيا
2. ↑  الظهور في الجولة التأهيلية الأولى من الدوري الأوروبي
3. ↑  الظهور في كأس الاتحاد الآسيوي

### دولي
| # | تاريخ          | مكان                                         | الخصم          | نتيجة | حصيلة | مسابقة               |
| - | -------------- | -------------------------------------------- | -------------- | ----- | ----- | -------------------- |
| 1 | 10 أكتوبر 2017 | ملعب مدينة كميل شمعون الرياضية، بيروت، لبنان | كوريا الشمالية | 3–0   | 5-0   | تصفيات كأس آسيا 2019 |

## الإنجازات
سيسكا صوفيا
- كأس بلغاريا: 2015–16

العهد
- كأس الاتحاد الآسيوي: 2019
- الدوري اللبناني الممتاز: 2017–18، 2018–19
- كأس الاتحاد اللبناني: 2017–18، 2018–19
- كأس السوبر اللبناني: 2017، 2018

## روابط خارجية
- سمير أياس على موقع أف آي لبنان (FA Lebanon)
- سمير أياس على فرق كرة القدم الوطنية.كوم
- سمير أياس  على سكروي